# مقاطعة لين (أوريغون)
مقاطعة لين (بالإنجليزية: Linn County)‏ هي إحدى مقاطعات ولاية أوريغون في الولايات المتحدة الأمريكية.